# Šanaḫuitta
Šanaḫuitta (hethitisch: URUša-na-ḫu-it-ta) war eine hethitische Stadt, deren Lage recht umstritten ist.

## Geschichte
Altassyrische Texte aus Kültepe nennen den Ort Šinaḫuttum, wo sich eine Handelsstation (wabartum) befand. Der Ort ist in der weiteren Umgebung von Ḫattuš zu suchen. Es war der Sitz eines lokalen Königs. Die Stadt wurde zusammen mit Amkuwa und Kapitra unter Führung von Kuku feindlich gegenüber Ḫattuš.
Das Testament des Königs Ḫattušili I. berichtet von einer kriegerischen Auseinandersetzung der beiden Städte Šanaḫuitta und Ḫattuša, die zur Zeit seines Vaters stattfand. Nach der Festigung des Hethitischen Reiches blieb es ein lokales Verwaltungszentrum, verlor aber im 13. Jh.v. Chr. völlig an Bedeutung. Ein jüngerer Text nennt Šanaḫuitta zusammen mit dem Oberen Land.
Eine althethitische Anekdote berichtet, dass der König, als er in Šanaḫuitta weilte, ein Haar in seinem Waschbecken fand, worauf Arnili den Wasserträger Zuliya beschuldigte. Nachdem durch ein Flussordal dieser als unrein befunden wurde, wurde er zum Tode verurteilt.
Die wichtigste hier verehrte Gottheit war der Wettergott des Blitzes (dU piḫami) und seine „göttliche Frau“ (logographisch: DINGIR MUNUSTUM ŠA dU piḫami).